# 弯斑蛸
弯斑蛸（学名：Octopus dollgusi）为蛸科蛸属的动物。分布于越南沿岸以及中国大陆的福建南部、广东大陆沿岸、海南岛沿岸等地，生活环境为海水，生活习性为穴居。其一般生活于空壳中。该物种的模式产地在越南。